# Felix Wankel

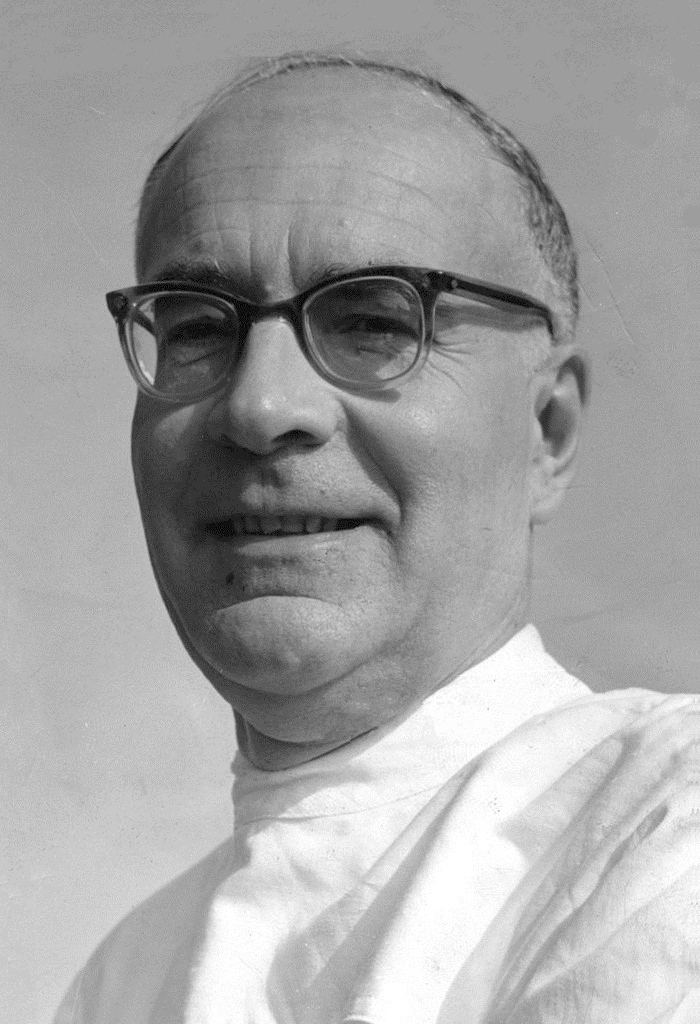
Felix Wankel, 1960

Felix Heinrich Wankel (* 13. August 1902 in Lahr; † 9. Oktober 1988 in Heidelberg) war ein deutscher Kaufmann und Erfinder des nach ihm benannten Wankelmotors.

## Kindheit und Jugend
Wankel war das einzige Kind des Forstassessors Rudolf Wankel und seiner Gattin Gerty, geborene Heidlauff. Seine Kindheit verbrachte er im Forsthaus bei Geisingen. Als Einzelkind hatte er hier viele Tiere als „Spielkameraden“ und seine Tierliebe veranlasste ihn später zu einer Stiftung. Der Vater fiel 1914 im Ersten Weltkrieg, so dass die Familie im Jahr darauf nach Heidelberg umzog. Nach dem Besuch der Gymnasien in Heidelberg, Donaueschingen und Weinheim, die er ohne Abschluss 1921 verließ, begann Wankel zunächst eine Ausbildung als Verlagskaufmann beim Heidelberger Verleger Carl Winter. Dort wurde er 1926 im Zuge wirtschaftlicher Probleme jedoch entlassen.

## Früher Nationalsozialist
Noch während der Schulzeit schloss sich Wankel in Heidelberg dem Philosophieprofessor Arnold Ruge an, der die dortige Ortsgruppe des Deutsch-Völkischen Schutz- und Trutzbundes (DSTB) leitete und für seine antisemitischen Reden bekannt war. Wankel klebte für die Gruppe um Ruge Flugblätter und wurde 1921 schließlich Mitglied des DSTB. Rückblickend erklärte er in den 1980er Jahren sein antisemitisches Engagement als derben Spaß, bei dem man das Gefühl gehabt habe, zugleich etwas Gutes für Deutschland zu tun.
Wankel hatte bereits 1922 eine Mitgliedskarte der Nationalsozialistischen Deutschen Arbeiterpartei (NSDAP) ausgefüllt, deren erste Heidelberger Ortsgruppe zwar im März selben Jahres gegründet, aber bald darauf verboten worden war. 1926 trat er ein zweites Mal in die NSDAP ein. Politisch betätigte sich Wankel vor allem durch die Leitung von Jugendgruppen, durch die er Jugendliche für völkisch-nationalistische Ziele begeistern wollte. Er gründete Gruppen wie Heia Safari (nach dem Schlachtruf der Schutztruppe für Deutsch-Ostafrika) sowie die Großdeutsche Jugendwehr und war Jugendführer bei verschiedenen Organisationen wie der NSDAP nahen Schilljugend, einem paramilitärischen „Wehrjugendbund“ um den ehemaligen Freikorpsführer Gerhard Roßbach. Die Attraktivität seiner Gruppen sah Wankel in von ihm entwickelten technischen Innovationen wie „Lichtgewehren“, Signalgebern, Morsegeräten, Feldtelefonen und Minenwerfern begründet, die bei den paramilitärischen Geländespielen eingesetzt wurden. Begabt mit einem genialen räumlichen Vorstellungsvermögen, begeisterte sich der Autodidakt und selbsternannte Nichtmathematiker („bei den vier Grundrechenarten hört es bei mir auf“) nämlich früh für die Welt der Maschinen, besonders für Verbrennungsmotoren.
Der Jugendbewegung blieb solche Technikbegeisterung fremd. Der Österreicher Leopold Plaichinger, Werkstoffchemiker der Bayerischen Motorenwerke (BMW) und aktiver Nationalsozialist, vermittelte Wankel im Sommer 1928 ein Treffen mit Adolf Hitler, um über eine stärkere technische Ausrichtung der Jugendausbildung zu sprechen. Über Plaichinger kam Wankel auch 1927 mit dem Fabrikanten Wilhelm Keppler in Kontakt, der Hitlers Wirtschaftsberater war und ein großer Förderer Wankels werden sollte. Während Keppler und Plaichinger Treffen von Wirtschaftsvertretern mit führenden Nationalsozialisten organisierten, besuchte auch Heinrich Himmler Wankel in seiner Heidelberger Werkstatt, wo er sich das „Lichtgewehr“ vorführen ließ und den Bau gasbetriebener Feldküchen erörterte, die sich zu Flammenwerfern umfunktionieren ließen.
Wankels Mutter hatte sich bei dem Aufbau der NSDAP-Ortsgruppe in Lahr engagiert und dabei mehrfach Redner der Partei wie den badischen Gauleiter Robert Wagner beherbergt. Wankels erneuter Eintritt in die NSDAP im Oktober 1926 erfolgte in die Ortsgruppe Lahr, und auf einer Parteiveranstaltung lernte er seine spätere Frau Emma kennen, die Schwester des NSDAP-Ortsgruppenleiters von Lahr. Wagner ernannte Wankel 1931 zum Gauleiter der Hitlerjugend (HJ) in Baden. In seinem neuen Amt versuchte Wankel eine technisch-militaristische Ausbildung zu verankern, überwarf sich dadurch aber auch mit Wagner, der eine politische Ausrichtung der HJ wollte statt einer militärischen wie Wankel. Wankel bezog in der Folge öffentlich gegen Wagner Stellung, gegen den bereits seit Ende der 1920er Jahre Korruptionsvorwürfe kursierten, und ging dabei so weit, Wagner eine Syphiliserkrankung zu unterstellen.
Wagner entzog Wankel Ende 1931 die Gauleitung der HJ und strengte ein Parteiausschlussverfahren an, das im Oktober 1932 Erfolg hatte. Wankel, der ohnehin mit dem eher sozialistisch orientierten Flügel der NSDAP um Gregor Strasser sympathisierte, gründete daraufhin mit weiteren Renegaten die NSDAP-Abspaltung Lahrer Notgemeinschaft und die Zeitung Alemannische Grenzlandnachrichten, welche die Korruptionsvorwürfe gegen Wagner verschärfte. Er hielt sich in dieser Zeit mehrmals in der Münchner Parteizentrale auf und behauptete in Lahr, nun für den Reichsführer SS tätig zu sein.
Die nationalsozialistische „Machtergreifung“ festigte allerdings Wagners Stellung. Er ließ Wankel im März 1933 verhaften. Während Wankel im Amtsgefängnis Lahr weiter an seiner ersten Drehkolbenmaschine arbeitete, versuchte Wankels Umfeld Fürsprecher für ihn zu finden und überzeugte den Chefkonstrukteur von Daimler-Benz, Hans Nibel, sich für Wankel einzusetzen. Doch erst Wilhelm Keppler erreichte im September 1933 die Haftentlassung, indem er Hitler zu einem persönlichen Telegramm an Wagner veranlasste, Wankel sei wegen der Bedeutung seiner technischen Arbeiten umgehend freizulassen.
Wankel stilisierte sich mit dieser Episode nach dem Zweiten Weltkrieg gleichsam zu einem Opfer des Nationalsozialismus, aber, so der Historiker Marcus Popplow, ohne sich je von den militaristischen, antidemokratischen und rassistischen Grundzügen der nationalsozialistischen Ideologie zu distanzieren. Dass Wankel ein überzeugter Nationalsozialist war, stand 1933 nicht in Frage. Keppler bezeichnete Wankel in den 1950er Jahren als „Sauberkeitsfanatiker“, der nicht über die Korruption in der Gauleitung habe hinwegsehen können. Trotz des nach seiner Inhaftierung angespannten Verhältnisses Wankels zur NSDAP und anderen Parteiorganisationen gelang es Keppler, ihm Förderung im Rahmen der Rüstungspolitik zu vermitteln. 1937 stellte Wankel einen Antrag auf Wiedereintritt in die NSDAP, der aber abgelehnt wurde. Wiederum auf Empfehlung Kepplers wurde er jedoch mit Wirkung zum 1. August 1940 im Rang eines Obersturmbannführers in die SS aufgenommen, allerdings zwei Jahre später aus bislang ungeklärten Gründen wieder ausgeschlossen.

## Erste Vorstellungen zum „Rotationskolben“

Der Wankelzyklus, animiert

An einem 1924 mit Freunden in der Firma Paki (nach seinem Freund und Mitarbeiter Paul Kind benannte Hinterhofwerkstatt) gebauten Dreiradfahrzeug mit einem 2-Zylinder-V-Motor („Teufelskäfer“) störte ihn das „Schütteln“ (die freien Massenkräfte) so sehr, dass der Gedanke an Rotationskolben-Verbrennungsmotoren für ihn zur fixen Idee wurde.
Damit begann Wankel mit der systematischen Suche nach einer geeigneten Bauform für einen solchen Motor. Eine solche musste einen Zweitakt-, besser noch einen Viertakt-Verbrennungsprozess ermöglichen und räumlich „abdichtbar“ sein. Auf seiner Suche stellte Wankel fest, dass sich bereits eine Vielzahl von Erfindern (darunter z. B. James Watt) mit der Idee einer Rotationskolbenmaschine befasst hatten. Zudem existierten Tausende von Möglichkeiten, was die Gestaltung der Arbeitsräume und Kolben betraf. Eine weitere, äußerst schwierige Hürde waren die Abdichtung der verschiedenen Gase zwischen den Arbeitsräumen des Motors und die Verteilung der Schmierstoffe zwischen aufeinandergleitenden Flächen bei hohen Temperaturen und Geschwindigkeiten. Vor Wankel sprach man vom sogenannten Kolbenringparadoxon, nahm man doch an, dass es die Federspannung der Kolbenringe war, die für das Anlegen an die Zylinderwandung sorgte. Bis zum Ende der zwanziger Jahre hatte Wankel entdeckt, dass es der Gasdruck war, der die Dichtungen in einem herkömmlichen Motor an die Zylinderwand presst. Durch diese umwälzende Erkenntnis gelangte er zu einem gewissen Bekanntheitsgrad und in den dreißiger Jahren zum Titel „Deutschlands erster Abdichter“ bzw. „Reichsabdichter“.
Ab dem 1. Juli 1926 war Wankel arbeitslos. Während er beim Arbeitsamt anstand, um seine Karte stempeln zu lassen, um die zwölf Reichsmark wöchentliche Arbeitslosenunterstützung zu bekommen, traf er den arbeitslosen Ingenieur Ernst Wolf wieder, der gelernter Mechaniker mit Meisterprüfung war. In der folgenden Zeit brachte er Wankel bei, seine Ideen in exakte technische Zeichnungen umzusetzen. Er half ihm bis 1936 auch bei der Anfertigung von Maschinenteilen. 1929/30 ersetzte Wankel die Ventilsteuerung bei einem Motorrad der Marke Hecker durch einen Scheibendrehschieber. Nach anfänglichen Abdichtungsproblemen gelang ihm eine wirksame Abdichtung.
Wankel vertiefte in der Folgezeit seine Experimente mit Drehschiebersteuerungen, einer alternativen Gaswechselsteuerung zu den bekannten Ventilen. Nach der Aufgabe der Heidelberger Werkstatt aus finanziellen Gründen zog er nach Lahr, um im Haus seiner Mutter in einer Versuchswerkstatt die Theorie dieser Steuerteile in die Praxis umzusetzen. Dort entstand die Idee für den DKM 32, einen Drehkolbenmotor, der 1933 patentiert wurde. Der Motor lief zwar nur kurz, eignete sich aber als Kompressor. Er lieferte 5 Bar Druck bei 1000/min, was ein Verdienst der ersten räumlich verlaufenden Dichtgrenze war. Diese Kenntnisse führten 1934 zu einem Forschungsvertrag mit BMW in München zu Drehschiebersteuerungen für herkömmliche Benzinmotoren.
Ab 1936 arbeitete Wankel mit dem Reichsluftfahrtministerium zusammen. Zu diesem Zweck gründete er die Wankel-Versuchs-Werkstätten (WVW) in Lindau am Bodensee. Dort führte er u. a. für die Deutsche Versuchsanstalt für Luftfahrt (DVL) Berlin die Drehschiebersteuerung für Flugmotoren zur praktischen Einsatzfähigkeit. Diese Drehschiebersteuerung kam darüber hinaus noch für andere Einsatzzwecke zur Anwendung. Der als Torpedomotor entwickelte Versuchsmotor Junkers JUMO KM 8 verfügte über eine von Wankel entwickelte Drehschiebersteuerung. Zu Kriegsende existierte jedoch nur ein Versuchsexemplar, und zu einer Serienfertigung von 100 bestellten Motoren kam es nicht mehr. Es folgten zudem weitere Entwicklungen zum Rotationskolbenmotor, die aber alle nicht Wankels Erwartungen erfüllten. Er konstruierte auch neuartige Bootsformen („Zisch“ Gleitkufenboot), die das Interesse der Marineleitung und der Waffen-SS weckten.
Das Reichsluftfahrtministerium unterstützte Wankel bis 1945 mit 2,5 Millionen Reichsmark. Jedoch wurde nur die Arbeit an den drehschiebergesteuerten Hubkolbenmotoren gefördert; den Arbeiten an Rotationskolbenmaschinen wurde keine Kriegswichtigkeit eingeräumt. Infolge des Kriegsendes kam es zu keiner Serienfertigung drehschiebergesteuerter Hubkolbenmotoren mehr.

## Nach 1945

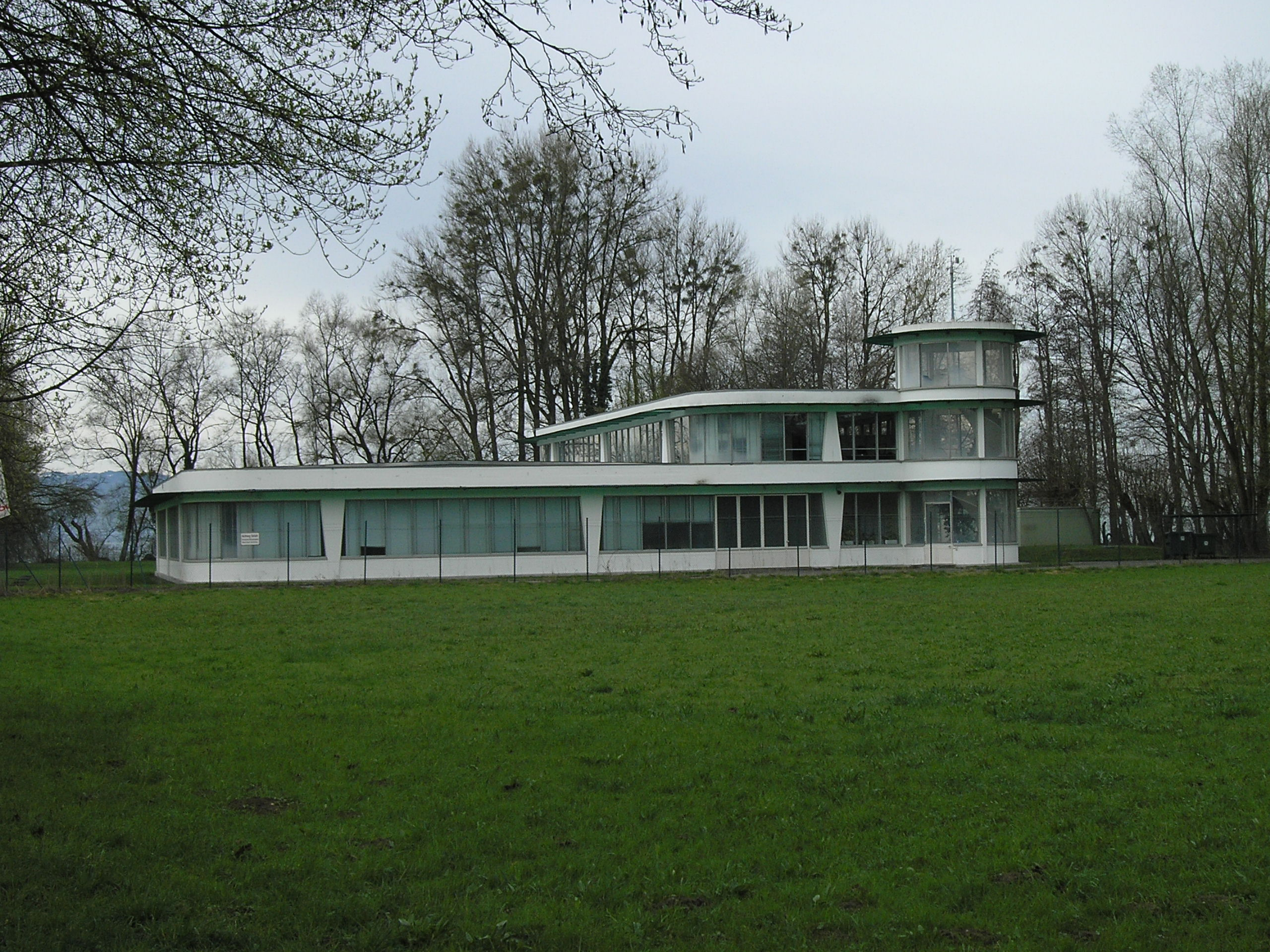
Gebäude der ehemaligen TES in Lindau (genutzt ab 1961)

Nach dem Zweiten Weltkrieg wurden die Werkstätten 1945 von französischen Besatzungstruppen demontiert und Wankel wegen seiner Tätigkeit für kurze Zeit inhaftiert. Nach seiner Entlassung wurde er mit einem vorübergehenden Forschungsverbot belegt.
Mit Geldern des Unternehmens Goetze AG in Burscheid richtete Wankel 1951 die neue Technische Entwicklungsstelle (TES) in seinem Privathaus in Lindau (Bodensee) (Umzug in einen eigenständigen Neubau am Bodenseeufer im Jahr 1960) ein. Es kam im gleichen Jahr zu ersten Kontakten mit NSU über die Entwicklung eines Rotationsladers. Schließlich gelang ihm im April 1954 die grundlegende Erfindung für den Bewegungsablauf des einzigen bisher in Serie hergestellten Rotationskolbenmotors, des Wankelmotors.

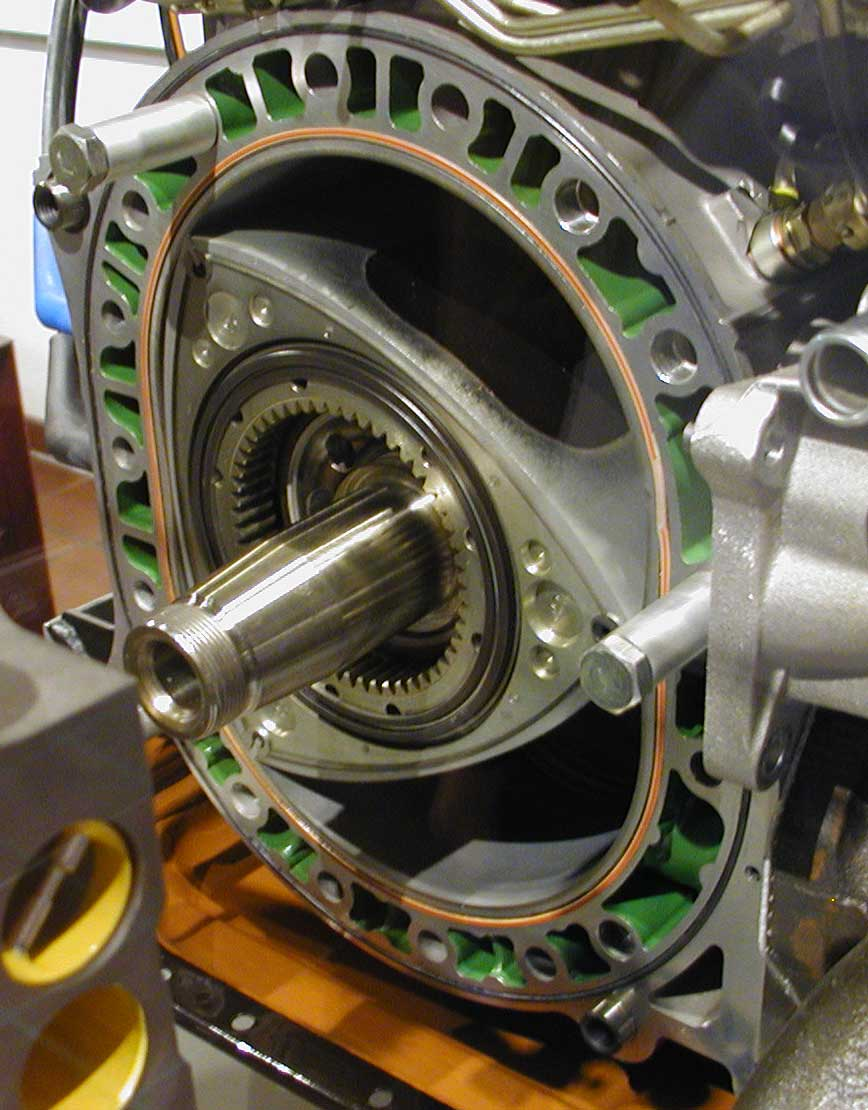
Wankelmotor, Exemplar aus dem Deutschen Museum

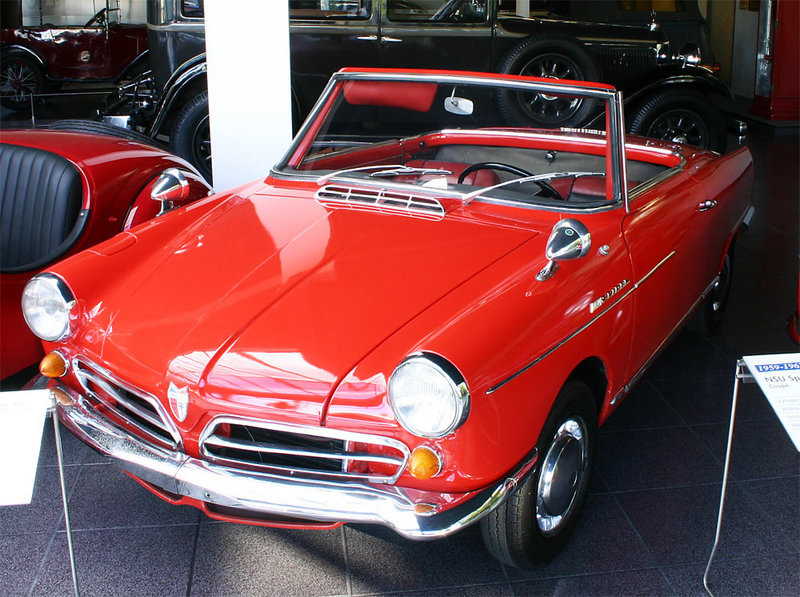
NSU Wankel Spider

Ein Kompressor nach Wankelprinzip wurde von NSU im Jahre 1956 für Weltrekordfahrten eingesetzt. Zunächst als Drehkolbenmotor (DKM 54) entwickelt, wobei sowohl die Trochoide (der Raum, in dem sich der Kolben befindet) als auch der Kolben jeweils mit unterschiedlichen Geschwindigkeiten um die eigene Achse drehten, erfolgten vielversprechende Prüfstandläufe 1957. Im Jahr darauf wurde der Motor zum Kreiskolbenmotor umgestaltet (feststehendes Gehäuse mit Wasserkühlung). Nun bewegte sich lediglich der ölgekühlte Kolben; die sogenannte „kinematische Umkehrung“ geschah allerdings nicht durch Felix Wankel, sondern durch den NSU-Ingenieur Hanns-Dieter Paschke. Wankel und Paschke hatten seit diesem Zeitpunkt Differenzen. Wankel bezeichnete diese kinematische Umwandlung seiner Idee mit den Worten: „Sie haben aus meinem Rennpferd einen Ackergaul gemacht.“ Der NSU-Vorstandsvorsitzende Stieler von Heydekampf konterte hingegen: „Hätten wir wenigstens schon den Ackergaul!“ Die erste Firma, die eine Lizenz zum Bau von Wankelmotoren von NSU erwarb, war das US-Rüstungsunternehmen (u. a. Flugzeugmotoren) Curtiss-Wright. Curtiss-Wright verkündete entgegen den Vereinbarungen mit NSU Ende November 1959 die bis zu diesem Zeitpunkt geheime Wankelentwicklung, was NSU zu einem (eigentlich erst später beabsichtigten) Gang an die Öffentlichkeit zwang.
Am 19. Januar 1960 wurde der Kreiskolbenmotor auf einer VDI-Versammlung im Deutschen Museum München erstmals vor Fachleuten und Presse präsentiert, im gleichen Jahr mit dem KKM 250 der erste praxistaugliche Kreiskolbenmotor in einem umgebauten NSU Prinz vorgeführt. In dieser Zeit verfestigte sich auch die Bezeichnung „Wankelmotor“ für den Kreiskolbenmotor, den NSU ursprünglich als „Motor nach System NSU/Wankel“ vorgestellt hatte. Auf der IAA 1963 zeigte die Firma NSU mit dem NSU Wankel-Spider das erste mit einem Wankelmotor produzierte Personenfahrzeug, das 1964 in Serie ging. Größtes Aufsehen erzielte NSU im August 1967 mit dem äußerst modern gestalteten NSU Ro 80 (115 PS), der über ein 2-Scheiben-Aggregat (einen Motor mit zwei Kreiskolben) verfügte und als erstes deutsches Fahrzeug zum „Auto des Jahres“ 1967 gewählt wurde.
Der geschäftliche Erfolg Wankels wurde durch etliche Lizenzverträge in der ganzen Welt gesichert. Bereits 1958 hatte Wankel mit Partnern die „Wankel GmbH“ gegründet, die eine ausreichende finanzielle Beteiligung Wankels an der Vermarktung des Motors sicherstellen sollte. Unter den Lizenznehmern waren: 1961 Mazda mit dem RX-7, gebaut bis 2002, und dem RX-8, gebaut bis 2010, Daimler-Benz mit dem Prototyp C111 (ab 1961), Citroën (ab 1968), General Motors (ab 1970) und Toyota (ab 1971). Der Anteil der Wankel GmbH an den Lizenzeinnahmen betrug 40, später 36 Prozent. 1971 verkaufte Wankel seine Anteile an der Verwertung der Lizenzen für 50 Mio. DM an den englischen Mischkonzern Lonrho, im Jahr darauf erwarb er seine selbst entworfene „Technische Entwicklungsstelle“ (TES) in Lindau von der Fraunhofer-Gesellschaft zurück.
Ab 1986 kooperierte Felix Wankels Institut mit der Daimler-Benz AG. Daimler-Benz übernahm die laufenden Kosten und erhielt dafür die Rechte an den Forschungsergebnissen. Er verkaufte sein Institut für 100 Mio. DM an Daimler-Benz.

## Privates und Nachlass

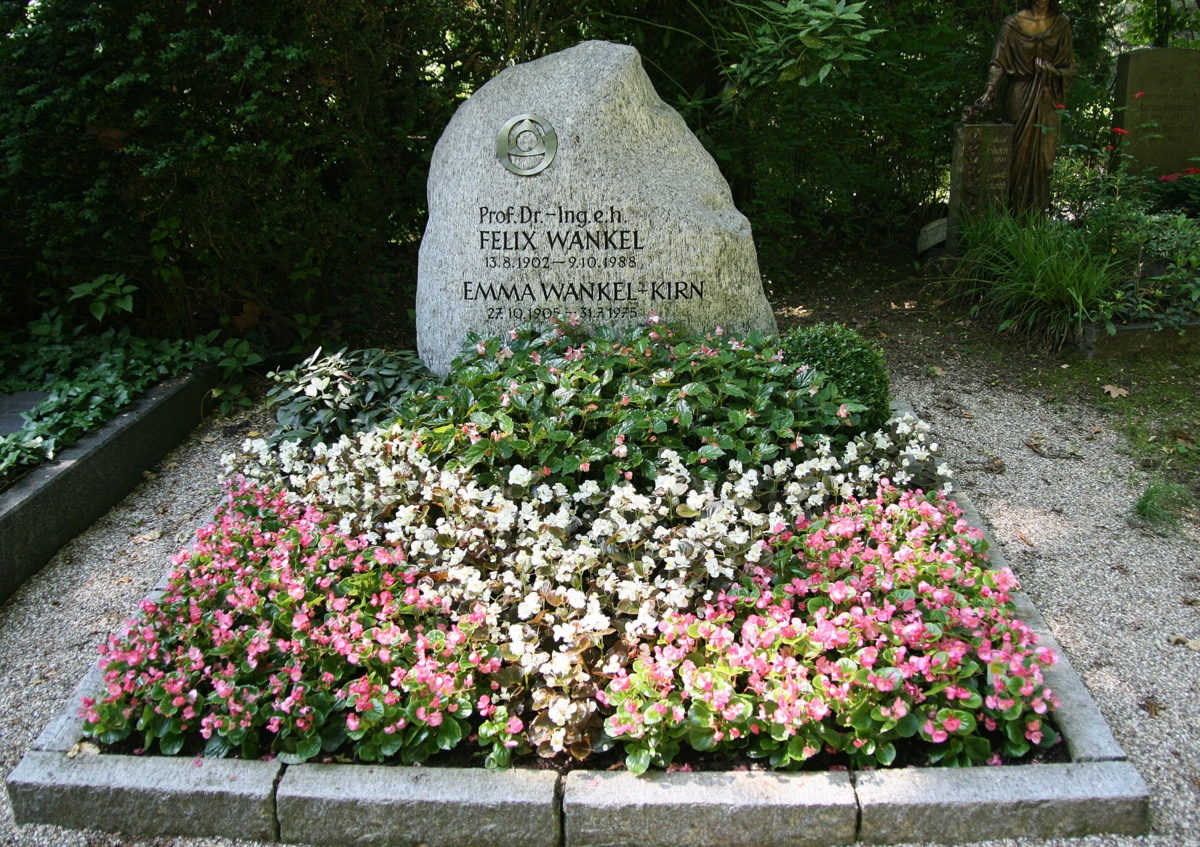
Wankels Grabstätte auf dem Heidelberger Bergfriedhof

Wankel war ab 1936 mit Emma („Mi“) Kirn (* 1905) verheiratet, die 1975 verstarb. Die Ehe blieb kinderlos.
Wankel besaß nie einen Führerschein, weil er extrem kurzsichtig war. Er war jedoch Besitzer eines NSU Ro 80 (serienmäßig mit Wankelmotor), in dem er sich chauffieren ließ. Nach dem Verkauf seiner Anteile an Lonrho gründete er die Felix-Wankel-Stiftung mit Sitz in Heidelbergs Philosophenweg 17, seinem Altersruhesitz. Er war ein großer Tierfreund, und so vergibt die Stiftung heute noch Preise für außergewöhnliche Leistungen im Tierschutz und unterstützt auch den Felix-Wankel-Tierschutz-Forschungspreis der Internationalen Gesellschaft für Nutztierhaltung (IGN). Auch einen Krebshilfe-Fonds gründete Wankel. Er selbst starb im Alter von 86 Jahren an dieser Krankheit.
Sein Grab befindet sich auf dem Bergfriedhof in Heidelberg. In die Stirnfront des Granitfindlings auf seinem Grab ist das Emblem eines Motorkolbens eingelassen.

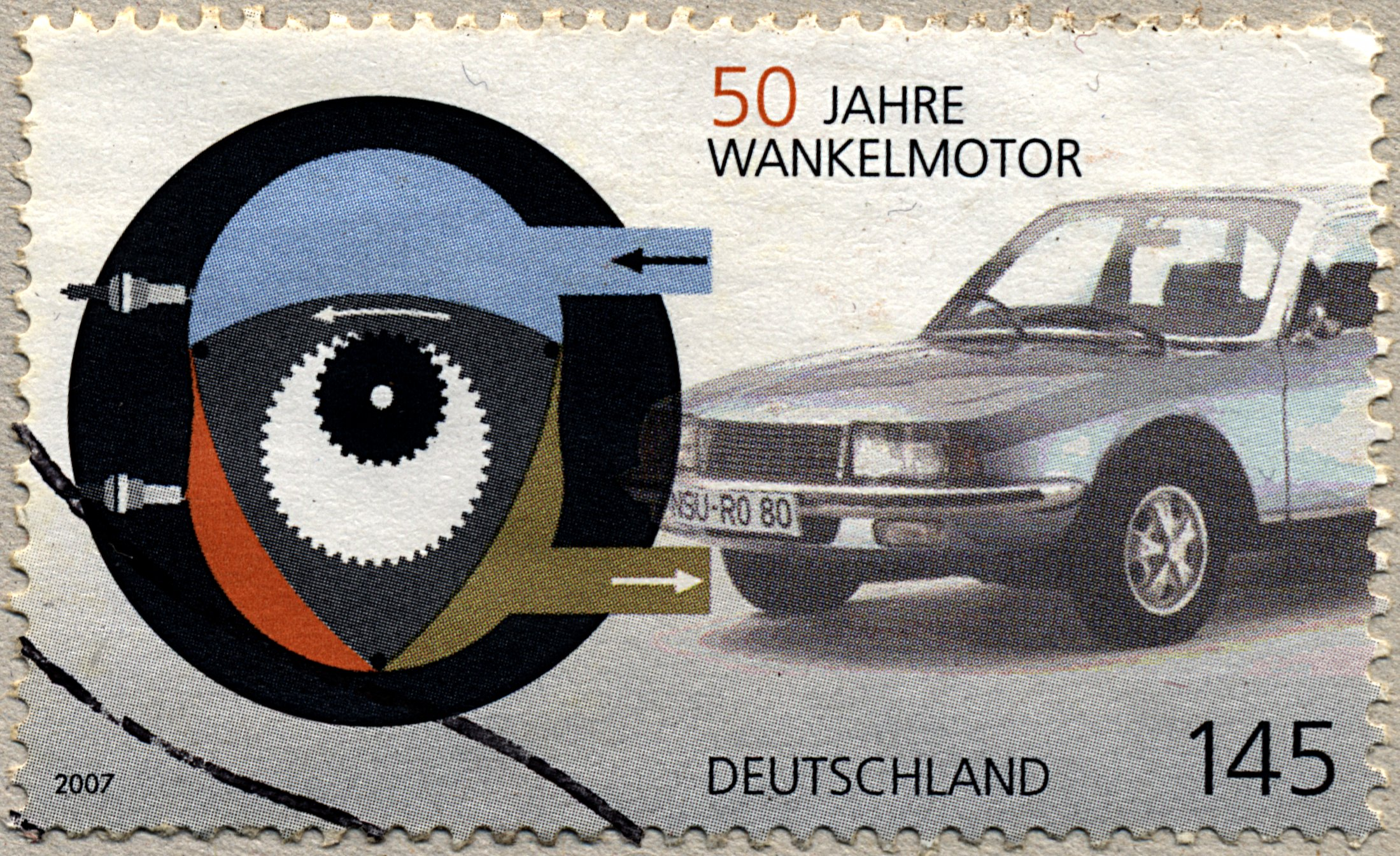
Briefmarke 50 Jahre Wankelmotor (2007)

Nach seinem Tod verkaufte die Felix-Wankel-Stiftung die Liegenschaften an die Volkswagen AG. Die Feuerwehr Heidelberg bewahrt museal auch noch die Einrichtung seines letzten Arbeitszimmers. Sein Schriften-Nachlass wird heute im Technoseum in Mannheim archiviert. Des Weiteren beherbergt das private Museum Autovision in Altlußheim eine umfassende Dauerausstellung mit über 80 Rotationskolbenmotoren und vielen Fahrzeugen mit Wankelmotor.

## Ehrungen
- 1969: Ehrenzeichen des VDI (Verein Deutscher Ingenieure) in Gold
- 1970: Dr.-Ing. E. h. der Technischen Universität München
- 1970: Großes Verdienstkreuz der Bundesrepublik Deutschland
- 1971: Franklin-Medaille des Franklin-Instituts, Philadelphia
- 1973: Verdienstorden des Landes Bayern
- 1981: Ehrenbürgerschaft seiner Geburtsstadt Lahr
- 1986: Goldener Ehrenring Deutsches Museum, München
- 1986: Diesel-Medaille in Gold, Deutsches Institut für Erfindungswesen
- 1987: Professor (Ehrentitel in Baden-Württemberg)
- 2007: Briefmarke 50 Jahre Wankelmotor
- In vielen Orten wurden Straßen nach ihm benannt, häufig in Industrie- und Gewerbegebieten.